# Bellemène
Bellemène, ou parfois Bellemène Saint-Paul, est un lieu-dit de l'île de La Réunion, département d'outre-mer français dans le sud-ouest de l'océan Indien. Il constitue un quartier de la commune de Saint-Paul au sud-est du centre-ville, au-dessus de l'étang de Saint-Paul.

## Toponymie
Le nom viendrait peut-être du malgache, "grosse patate rouge", car le site était un lieu de transit de marrons, avant que la famille Kéranval ne s'y installe. Autre hypothèse, celle du nom d'un habitant des environs.

## Historique
Le commandant des troupes de Bourbon Jean-Baptiste de Laval et son épouse Louise Auber y créent un domaine agricole à partir de 1714. Ils construisent une maison de maître en moellons et pierre taillée, achevée en 1751 et qui existe toujours. Le gouverneur des Brulys s'y réfugie en 1809 lors de l'attaque de Saint-Paul par les Anglais, pour sa position stratégique en surplomb de la ville, la propriété appartient alors à Isaac Dennemont.
Avec le développement de la culture de la canne à sucre dans l'île, une usine sucrière y est ajoutée, centralisant dès 1861 les productions des domaines de Clermont et de Petit Bellemène. Mais elle ferme en 1905, l'usine de Savanna étant devenue plus accessible avec l'ouverture du chemin Macabit et l'installation d'un périphérique entre Bellemène et Savanna, aujourd'hui disparu.
La cheminée de l'usine est inscrite en 2002 au titre des monuments historiques.

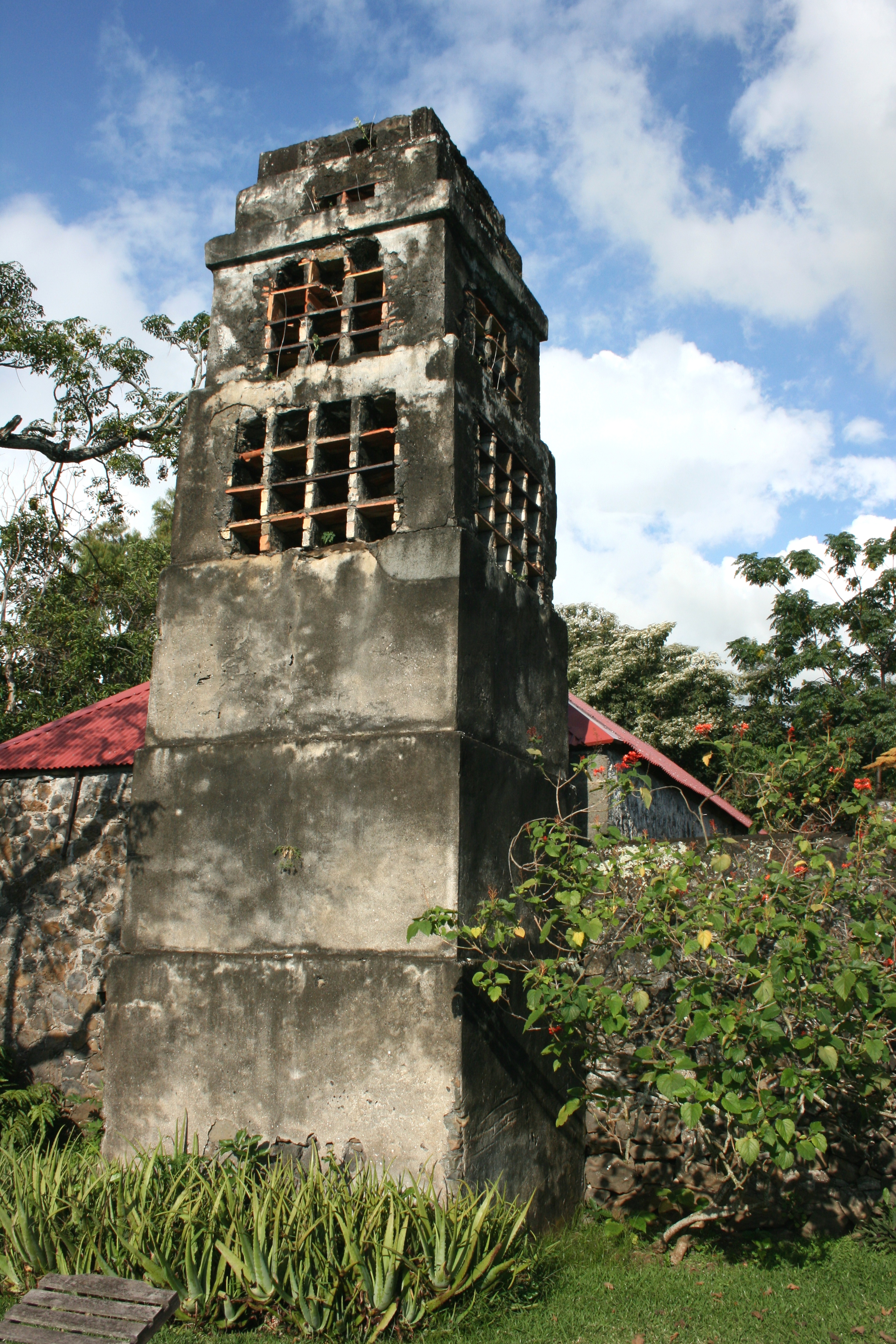

## Personnalités liées à la commune
- Pierre-Élie Calendrin y est né en 1869.